# 大島盈株
大島 盈株（おおしま みつもと、1842年 - 1925年3月13日）は、幕末から明治時代かけての大工棟梁、建築家。幕府の大棟梁・甲良家の跡を継ぎ、甲良建仁寺流12代目を継承、日本の伝統建築の権威とされた。芝増上寺昭徳院殿廟、團琢磨邸などの作品がある。

## 来歴
- 江戸幕府大工大棟梁甲良家10代棟全の子として生まれ、建築を学ぶ。
  - その後大島家の養子となる。
- 江戸幕府作事方で安政大地震後の江戸城修復に参加する。
- 1867年 パリ万国博覧会に出品する多聞櫓、大名屋敷門などを設計する。
- 明治維新後は新政府に仕え明治宮殿普請に参加した。
- 1871年 ブリジェンス設計の新橋駅建設に関わる
- 1890年まで、官設鉄道の建設に従事する。 
  - 明治20年代以降、多数の貴族邸宅や社寺建築を手がける。
- 1893年 シカゴ万国博覧会に出品の鳳凰堂を設計する。  
  - 明治30年代頃、工手学校で設計などを講義する。
- 1910年、日英博覧会出品のため書院造を設計する。

## 作品
- シカゴ博覧会出品鳳凰堂（1893年）現存せず
- 日英博覧会出品書院造（1910年）現存せず
- 村井吉兵衛邸改装工事（1914年）現、長楽館（京都市東山区）